# Проліт (космонавтика)

Космічний корабель «Галілей» зустрів астероїд 243 Іда

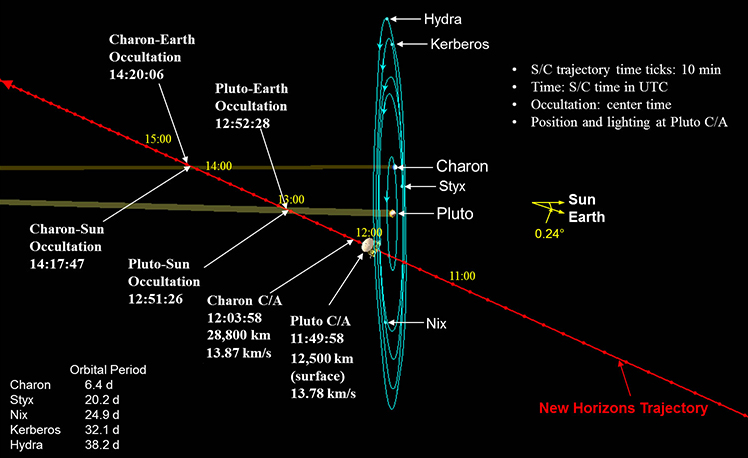
Схема траєкторії «Нью-Горайзонс» під час прольоту повз Плутон

Анімація руху «Кассіні» навколо Сатурна з 1 травня 2004 року по 15 вересня 2017 року
Кассіні·
Сатурн·
Енцелад·
Титан·
Япет

Проліт (flyby) — операція в космічному польоті, під час якої космічний апарат проходить поблизу іншого тіла для його дослідження з прольотної траєкторії або для гравітаційного маневру, який має спрямувати космічний апарат на наступну ціль. Космічні місії, головною ціллю яких є проліт повз певні космічні тіла, відомі як пролітні космічні місії. Також кажуть про проліт одного природного небесного тіла повз інше небесне тіло, наприклад астероїда повз Землю. Важливими параметрами прольоту є тривалість і відстань найближчого зближення.

## Проліт космічного апарата
Космічні апарати можуть виконувати проліт повз планету, природний супутник, мале тіло Сонячної системи тощо. Проліт є простішою операцією, ніж вихід на орбіту або посадка, тому дослідження багатьох космічних тіл починається саме з прольотів. Саме з прольотних траєкторій проводилися перші дослідження планет на зорі космічної ери (наприклад, перше фотографування зворотного боку Місяця «Луною-3» і перше фотографування поверхні Марса «Марінером-4»). Для об'єктів за межами орбіти Сатурна досі не робилось інших досліджень, окрім як з пролітної траєкторії (прольоти «Вояджера-2» повз Уран і Нептун, прольоти «Нью-Горайзонс» повз Плутон і Аррокот).
Часто орбіту космічного апарата прокладають так, щоб по дорозі до своєї основної цілі він виконав один або кілька прольотів повз інші космічні тіла. Наприклад, перші знімки поверхні астероїдів (Гаспри та Іди) були виконані з прольотних траєкторій апаратом «Галілео» по дорозі до Юпітера.
Низька вартість прольоту в термінах дельта-v (тільки на корекцію траєкторії) дає одному космічному апарату змогу виконувати велику кількість прольотів. Наприклад, космічний апарат «Люсі» має здійснити проліт 7 астероїдів, а «Кассіні», обертаючись навколо Сатурна, виконав велику кількість прольотів повз його супутники, зокрема 126 прольотів повз Титан.
Іноді запланований вихід на орбіту або посадка на космічне тіло заміняється прольотом через технічну несправність, яка не дає змогу виконати заплановані маневри. Наприклад, коли у космічного корабля «Аполлон-13» вибухнув кисневий балон, йому довелося виконати проліт Місяця замість запланованої посадки на Місяць.

## Проліт астероїда

Під час прольоту астероїда повз Землю іноді вони знімаються радаром. Анімація, який пролетів повз Землю у 2017 році.

Прольотом також іноді називають проходження астероїда повз Землю по гіперболічній траєкторії. Оскільки в момент прольоту астероїд розташований найближче до Землі, саме цей час є найзручнішим для його дослідження. Багато дрібних об'єктів (наприклад, міжзоряний астероїд Оумуамуа) відкривають саме тоді, коли вони пролітають повз Землю.
Багато навколоземних астероїдів є занадто дрібними, щоб ефективно досліджувати їх з великих відстаней за допомогою телескопів середніх розмірів, і дослідження кожного з таких астероїдів активізується тільки раз на кілька років у момент його прольоту повз Землю.
Важливою частиною прогнозування майбутніх прольотів астероїдів і комет повз Землю є точне визначення того, чи можливе їхнє зіткнення з Землею. В останньому випадку треба вживати заходів захисту від астероїдів.